# Zielona koszulka najlepszego sprintera Tour de France

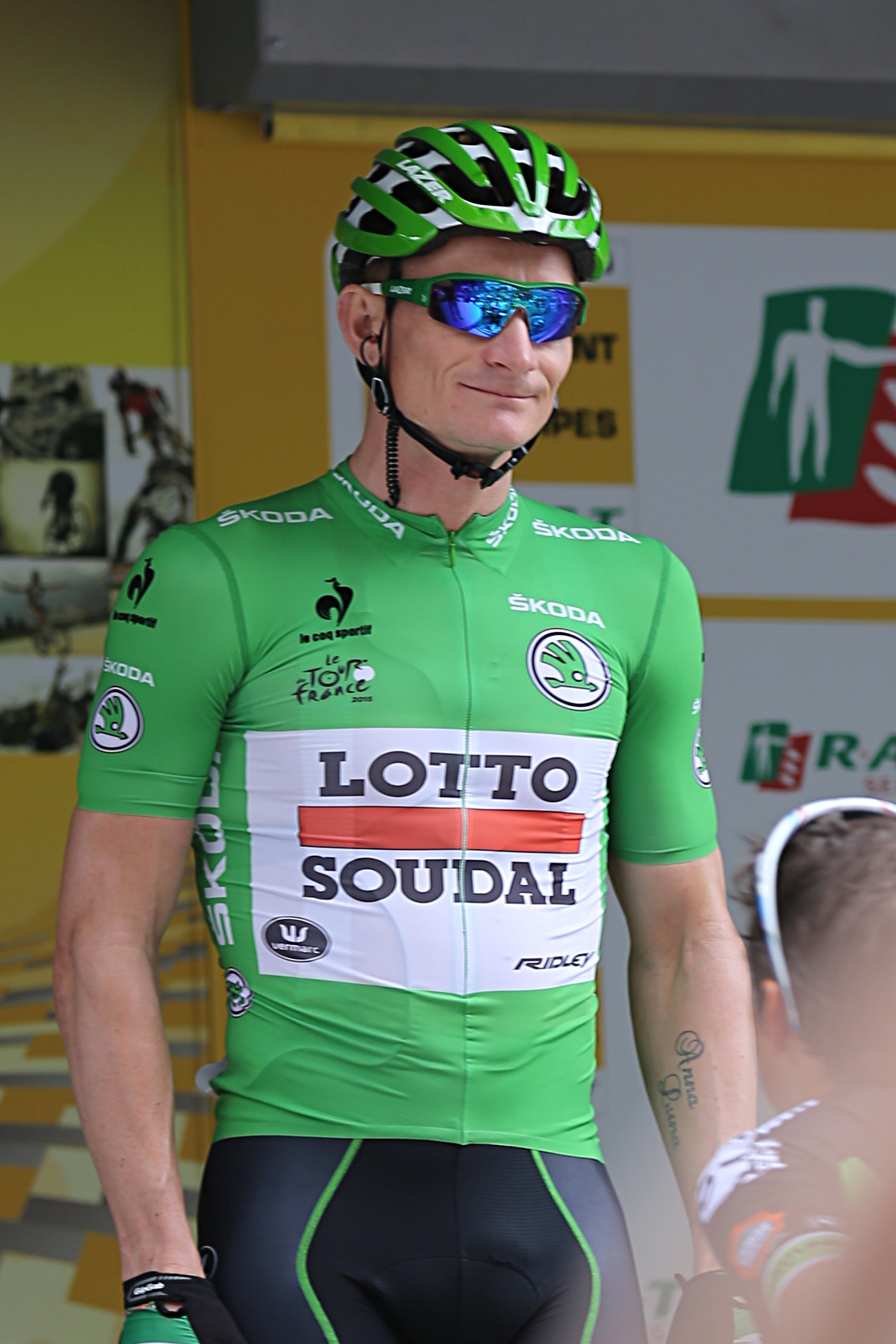
André Greipel w zielonej koszulce (2015)

Zielona koszulka (fr. maillot vert) jest nagrodą dla najlepszego sprintera w kolarskim wyścigu Tour de France wprowadzona w 1953 roku. Od początku ma ona kolor zielony, z wyjątkiem roku 1968, kiedy najlepszy zawodnik klasyfikacji punktowej nosił koszulkę koloru czerwonego. Najlepszy sprinter (pierwszy zawodnik klasyfikacji punktowej) jest wyłaniany spośród peletonu na podstawie ilości punktów zebranych podczas poszczególnych etapów, na których rozmieszczone są premie punktowe (tzw. lotne premie). Meta każdego etapu jest również punktowana. 

Zielona koszulka była sponsorowana przez firmy: Michelin (1973 do 1983), BP (1984 do 1988), Castelli (1989), Panasonic (1990), z PMU (1991 do 2014). Od 2015 roku sponsorowana jest przez Skodę.

## Zasady naliczania punktów
Na metach etapów stosowana jest poniższa punktacja:
- Etapy płaskie: 35, 30, 26, 24, 22, 20, 19, 18, ... aż do 1 punktu dla pierwszych 25 kolarzy
- Etapy średniej trudności: 25, 22, 20, 18, 16, 15, 14, ... do 1 punktu dla pierwszych 20 kolarzy
- Ciężkie etapy górskie: 20, 17, 15, 13, 12, 10, 9, ... do 1 punktu dla pierwszych 15 kolarzy
- Prolog, jazda indywidualna na czas: 15, 12, 10, 8, 6, 5, ... do 1 punktu dla pierwszych 10 kolarzy

Na lotnych premiach (sprintach) rozmieszczonych na etapie pierwsi trzej kolarze otrzymują kolejno 6, 4 i 2 punkty.
Kiedy zachodzi sytuacja remisowa, brane są pod uwagę następujące kryteria:
1. Liczba wygranych etapów
2. Liczba wygranych lotnych premii
3. Miejsce w klasyfikacji generalnej

## Wielokrotni zwycięzcy klasyfikacji sprinterskiej

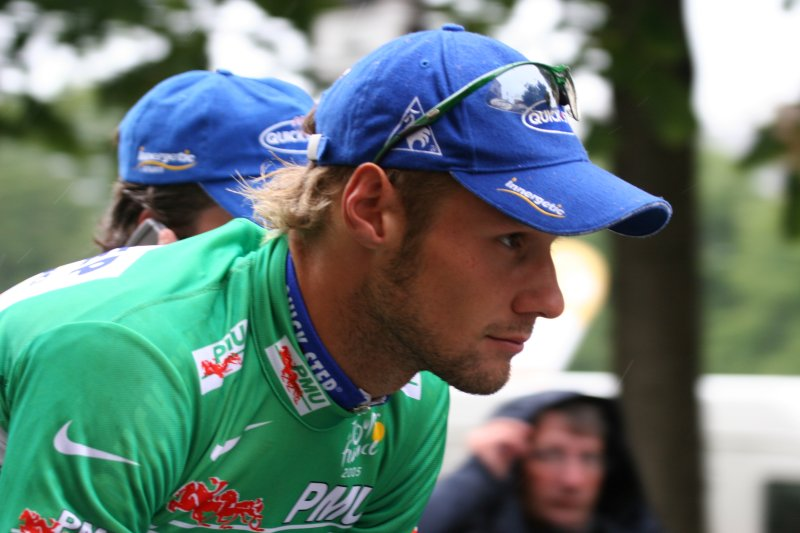
Tom Boonen w maillot vert, rok 2005

| Miejsce | Imię i nazwisko        | Kraj            | Wygrane | Lata                                     |
| ------- | ---------------------- | --------------- | ------- | ---------------------------------------- |
| 1.      | Peter Sagan            | Słowacja        | 7       | 2012, 2013, 2014, 2015, 2016, 2018, 2019 |
| 2.      | Erik Zabel             | Niemcy          | 6       | 1996, 1997, 1998, 1999, 2000, 2001       |
| 3.      | Sean Kelly             | Irlandia        | 4       | 1982, 1983, 1985, 1989                   |
| 4.      | Jan Janssen            | Holandia        | 3       | 1964, 1965, 1967                         |
| 4.      | Eddy Merckx            | Belgia          | 3       | 1969, 1971, 1972                         |
| 4.      | Freddy Maertens        | Belgia          | 3       | 1976, 1978, 1981                         |
| 4.      | Dżamolidin Abdużaparow | Uzbekistan      | 3       | 1991, 1993, 1994                         |
| 4.      | Robbie McEwen          | Australia       | 3       | 2002, 2004, 2006                         |
| 9.      | Stan Ockers            | Belgia          | 2       | 1955, 1956                               |
| 9.      | Jean Graczyk           | Francja         | 2       | 1958, 1960                               |
| 9.      | André Darrigade        | Francja         | 2       | 1959, 1961                               |
| 9.      | Laurent Jalabert       | Francja         | 2       | 1992, 1995                               |
| 9.      | Thor Hushovd           | Norwegia        | 2       | 2005, 2009                               |
| 9.      | Mark Cavendish         | Wielka Brytania | 2       | 2011, 2021                               |

## Inne toury
W Giro d'Italia najlepszy sprinter nosi koszulkę koloru ciemnoróżowego (Maglia ciclamino), a we Vuelta a España koszulka ta ma kolor niebieski. 
W najważniejszym polskim wyścigu wieloetapowym Tour de Pologne najlepszy sprinter nagradzany jest granatową koszulką (do 2005 r. białą). 